# Ouled Fadel
Ouled Fadel est une commune de la wilaya de Batna en Algérie.

## Géographie

### Situation
Le territoire de la commune d'Ouled Fadel est situé au nord-est de la wilaya de Batna.
| Chemora | Chemora                         | Remila (wilaya de Khenchela)    |
| Timgad  | Ouled Fadel                     | Remila (wilaya de Khenchela)    |
| Timgad  | Taouzient (wilaya de Khenchela) | Taouzient (wilaya de Khenchela) |

### Localités de la commune
La commune d'Ouled Fadel est composée de 10 localités :
- Amrane
- Boulfreis
- Boumaref
- Draa Touil
- Gabel
- Legrine
- Roknia
- Ouled Bouhadra
- Ouled M'Zour
- Touffana